# Ražanj (Srbsko)
Ražanj (srbskou cyrilicí Ражањ) je město a správní středisko stejnojmenné opštiny v Srbsku v Nišavském okruhu. Nachází se v údolí mezi pohořími Mojsinjska planina a Rožanj, asi 27 km severovýchodně od města Kruševac a asi 54 km severozápadně od města Niš. V roce 2011 žilo v Ražanji 1 245 obyvatel, v celé opštině pak 9 150 obyvatel, z nichž naprostou většinu (96,34 %) tvoří Srbové, ale výraznou národnostní menšinu (2,13 % obyvatelstva) též tvoří Romové. Rozloha opštiny je 289 km².
Kromě města Ražanj k opštině patří dalších 22 sídel; Braljina, Cerovo, Crni Kao, Čubura, Grabovo, Lipovac, Maćija, Mađere, Maletina, Novi Bračin, Pardik, Podgorac, Poslon, Praskovče, Pretrkovac, Rujište, Skorica, Smilovac, Stari Bračin, Šetka, Varoš a Vitoševac.
Většina obyvatel se zabývá zpracovatelským průmyslem, dále pak maloobchodem, velkoobchodem, opravami a vyučováním. Těsně kolem Ražanje prochází dálnice A1, na níž se zde nachází exit 45.